# Miloš Žeravica
Miloš Žeravica (Cirill írással: Mилош Жеравица; Nagybecskerek, 1988. július 22. –) szerb labdarúgó. Jelenleg a Napredak Kruševac középpályása. A szerb U21-es labdarúgó-válogatott csapatában is pályára lépett.

## Pályafutása
A jobb oldali középpályás, első profi klubjában, a nagybecskereki FK Proleter-ben csak 8 alkalommal lépett pályára. Ezt követően 2005-ben a belgrádi OFK-hoz szerződött, ahonnan 2006 és 2008 között az ugyancsak belgrádi FK Palilulac-hoz került kölcsönbe.
2013 januárjában próbajátékon vett részt a Ferencvárosnál, de nem nyerte el a szakmai stáb figyelmét, ezért februártól a szerb másodosztályú Napredak Kruševac játékosa lett.